# Јоан Уже
Јоан Уже (фр. Yoann Huget; 2. јун 1987) професионални је рагбиста и репрезентативац Француске, који тренутно игра за Стад Тулуз. Висок 188 цм, тежак 96 кг, започео је каријеру 2005. у Тулузу, али је за 3 године одиграо само 7 утакмица. Од 2008. до 2010. играо је за Ажен (рагби јунион) 53 утакмице и постигао 80 поена. Од 2010. до 2012. играо је за Авирон Бајон (36 утакмица, 85 поена ). 2012. по други пут потписао је за француског гиганта Тулуз. Од 2012. до 2015. за Тулуз је одиграо 72 утакмице и постигао 120 поена. Дебитовао је на десном крилу за Француску против Аргентине новембра 2010. За "галске петлове" је до сада одиграо 41 тест меч и постигао 7 есеја.